# Florencio Sola
Florencio Sola (Buenos Aires; 7 de noviembre de 1908) fue un dirigente deportivo argentino, presidente del Club Atlético Banfield en dos ocasiones, cuyo estadio lleva su nombre.

## Sus primeros años
Nació el 7 de noviembre de 1908, en Buenos Aires, del matrimonio entre Félix Sola y Juana Echeverría. Tuvo dos hermanos mayores, Félix y María Sara, y un hermano menor, Remigio.
Su padre, empresario del juego que tenía concesiones de casinos en Avellaneda, Capital Federal y Mar del Plata, murió en un tiroteo en Banfield en 1930.

## Su llegada a Banfield
En 1938 el club estaba por descender a la tercera categoría, tenía menos de 500 socios y la situación económica era agobiante. En un homenaje a su padre brindado por el club Buchardo, un grupo de dirigentes de Banfield se le acercó y le ofreció la presidencia. Era un gran desafío pero Florencio lo aceptó.

### Primera presidencia (1938-1944)
La primera medida que tomó Sola al frente del club fue presentar una propuesta ante AFA para que se le permita al equipo disputar la segunda división. Alegaba para ello la vacante dejada por el club Estudiantil Porteño. La AFA dio curso al pedido si se construían tribunas de hormigón armado con capacidad para 20 mil personas, boleterías y baños. Sola formó una comisión "Pro Tribuna" y otra para conscripción de socios. Organizó sorteos y aportó parte de su patrimonio. Finalmente, pudo construir la tribuna y armar un equipo competitivo con el que en 1939 Banfield ganó el campeonato de Segunda División y ascendió a Primera.
Banfield se mantuvo en Primera entre 1940 y 1944 formando al principio un equipo competitivo que se mantuvo en la mitad de tabla. Sola tenía buen ojo para el fútbol y para encontrar jugadores que luego se convertirían en talentos. Durante el año 1940 se empezó a usar el mote de "El Taladro" debido a varios triunfos resonantes gracias a unos panfletos que hacía el imprentero e intendente del club Emilio Ferrari y que fueron replicados por el diario "El Pampero".
1944 no fue un buen año para Florencio Sola. Por un lado, el presidente Edelmiro Farrell decretó la caducidad de todas las concesiones de juego. Por el otro, se descubrió un caso de soborno cometido por Sola, con lo cual lo inhabilitaron de por vida para ejercer cargos de dirigente deportivo. Finalmente Banfield descendió a Segunda.
El balance de esta primera presidencia era positivo: el club había hecho reformas en el estadio y llevado la cantidad de socios de 232 a casi 4 mil al finalizar 1940).

### Segunda presidencia (1947-1954)
El 7 de febrero de 1946 la AFA rehabilitó a "Lencho" para ejercer cargos de dirigente deportivo. Con su hermano Remigio en la presidencia, rearmaron el plantel y arrasaron en el torneo de Segunda División. Banfield volvió a Primera y en su primer año cumplió una respetable labor. A partir de 1948, sobre la base de algunos refuerzos y muchos talentos de las divisiones inferiores del club, se empezó a formar la base del equipo que finalizara primero el campeonado de 1951, logro único para un "equipo chico" en esas épocas. Luego el equipo fue decayendo y Florencio Sola se retiró del club y de la vida pública en 1954.

## Homenaje y Legado
Por su importancia dentro del Club Atlético Banfield el estadio del mismo lleva el nombre de Florencio Sola, como también agrupaciones y peñas diversas.